# Apostolisches Vikariat Puerto Princesa
Das Apostolische Vikariat Puerto Princesa (lat.: Vicariatus Apostolicus Portus Principis in Philippins) ist ein auf den Philippinen gelegenes römisch-katholisches Apostolisches Vikariat mit Sitz in Puerto Princesa.

## Geschichte
Das Apostolische Vikariat Puerto Princesa wurde am 10. April 1910 durch Papst Pius X. aus Gebietsabtretungen des Bistums Jaro als Apostolische Präfektur Palawan errichtet. Am 3. Juli 1955 wurde die Apostolische Präfektur Palawan durch Papst Pius XII. zum Apostolischen Vikariat erhoben. Das Apostolische Vikariat Palawan gab am 13. Mai 2002 Teile seines Territoriums zur Gründung des Apostolischen Vikariates Taytay ab und wurde in Apostolisches Vikariat Puerto Princesa umbenannt.

## Ordinarien

### Apostolische Präfekten von Palawan
- Vittoriano Romàn Zárate di San Giuseppe OAR, 1911–1938
- Leandro Nieto y Bolandier OAR, 1938–1953
- Gregorio Espiga e Infante OAR, 1954–1955

### Apostolische Vikare von Palawan
- Gregorio Espiga e Infante OAR, 1955–1987
- Francisco Capiral San Diego, 1987–1995, dann Bischof von San Pablo
- Pedro Arigo, 1996–2002

### Apostolische Vikare von Puerto Princesa
- Pedro Arigo, 2002–2016
- Socrates Mesiona, seit 2016